# 马夫电影公司
马夫电影公司（英語：Marv Films）是一家由马修·沃恩和盖·里奇创立的英国电影和电视制片公司。它以制作电影而闻名，例如：《雙面任務》（2004年）、《星塵傳奇》（2007年）、《特攻聯盟》（2010年）、《皇家特工：間諜密令》（2014年）和《金牌特務：機密對決》（2017年）。